# 西村和人
西村 和人（にしむら かずと、1973年1月10日 - ）は、日本の映像作家。京都府生まれ。
サザンプロダクツに所属。

## 主な作品（監督・助監督・脚本・造型等）
- 「魔法少女メルル」（主演 賀来千春）
- 「魔法少女メル」（主演 幾田智子）
- 「フェアリーフルーツ アップルポップル」（主演 木下恵理子）
- 「フェアリーフルーツ プリティピーチ」（主演 中西絵理奈）
- 「フェアリーセクター テントー」（主演 福井裕佳梨）
- 「フェアリーセクター テントー2」（主演 福井裕佳梨・安田良子・芳田めぐみ）
- 「フェアリーセクター テントー3」（主演 福井裕佳梨・安田良子・芳田めぐみ）
- 「ガメラ3 邪神覚醒」（主演 前田愛）
- 「オードリー」（主演 岡本綾）
- 「リスキーレシーバー」（主演 林裕子）
- 「もののはずみ」（主演 田川惠理）
- 「MISTERIOUS」（主演 奥崎絢美・浜千咲）
- 「チロル・スマイル」（主演 中澤都希子）
- 「空飛ぶ女くノ一」（主演 仲谷かおり）